# Christian Sundgren
Christian Albert Sundgren, född 15 januari 1947 i Helsingfors, är en finlandssvensk ämbetsman och publicist.
Sundgren blev ekonomie magister 1972. Han var länge knuten till Rundradion, som ekonomisk redaktör 1972–1975, faktachef 1981–1987 och aktualitetschef vid Finlands svenska television 1987–1989. Han är sedan sistnämnda år verksam vid utrikesministeriets avdelning för utvecklingssamarbete, informationschef 1989–1998, linjedirektör och biståndsråd sedan 1998.
Sundgren har varit en aktiv debattör i bistånds- och globaliseringsfrågor. Bland hans skrifter märks Industrisamhället vid vägskälet (1982), Tio budord till Nordens tekniker (1989) och det släkthistoriska verket Brevet från Sibirien (1997).
Han är son till kemisten Albert Sundgren.